# Noble M600
De Noble M600 is een sportauto van het Britse merk Noble.
De auto kan worden gezien als de opvolger van de Noble M15 en maakte zijn publieksdebuut tijdens het Goodward Festival of Speed in september 2009. De auto beschikt over een 4.4L V8-motor die ook te vinden is in de Volvo XC90 en Volvo S80.